# 阮福綿寵
阮福綿寵（越南语：／，1831年4月8日—1885年3月9日），越南阮朝明命帝第五十三子，生母婕妤阮氏圓。
明命十二年二月二十六日（1831年4月8日），阮福綿寵在順化皇城出生。年少好學，謹守禮法。明命二十一年（1840年）四月，受封為綏仁郡公（越南语：／）。紹治二年（1842年），改封為綏邊郡公（越南语：／）。嗣德十八年七月初三日（1865年7月23日），阮福綿寵去世，壽三十五歲，賜諡謹穆。葬於承天府香水縣居正總月瓢社，在富榮縣楊弩總南浦社建祠祭祀。

## 子女
阮福綿寵有4子2女。後裔按御賜風字部起名。
- 長子阮福洪䫿，襲封畿外侯。
- 某子
  - 孫阮福膺𩗬，襲封佐國卿。